# Dilan Yeşilgöz-Zegerius
Dilan Yeşilgöz-Zegerius (Ankara,18 de junio de 1977) es una política neerlandesa que se desempeña como líder del Partido Popular por la Libertad y la Democracia (VVD) desde 2023. También se desempeñó como Ministra de Justicia y Seguridad en el cuarto gabinete Rutte de 2022 a 2024.  
Anteriormente se desempeñó como miembro de la Cámara de Representantes de 2017 a 2021 y Secretaria de Estado de Asuntos Económicos y Política Climática de 2021 a 2022.

## Primeros años de vida
Yeşilgöz-Zegerius nació en Ankara (Turquía), y emigró a los Países Bajos cuando era niña. Su madre es de origen turco y su padre es kurdo y originario de Tunceli. Su padre, Yücel Yeşilgöz, un sindicalista de izquierda, escapó de Turquía y buscó asilo en los Países Bajos en 1980, después del golpe de 1980. Dilan Yeşilgöz escapó a la isla griega de Kos en 1984 en barco, junto con su madre y su hermana, a la edad de 7 años. Más tarde se convirtió en refugiada de allí, consiguiendo asilo en los Países Bajos.
Después de asistir a su educación secundaria en el Vallei College en Amersfoort entre 1991 y 1997, Yeşilgöz estudió ciencias sociales y culturales en la Universidad Libre de Ámsterdam, donde obtuvo una maestría en Cultura, Organización y Gestión en 2003.

## Carrera política
Comenzó su carrera política en el Partido Socialista, donde fue miembro de la junta directiva de la rama de Amersfoort del partido. Después comenzó a escribir para la delegación juvenil del Partido Laborista y siguió una pasantía en GroenLinks.
De 2014 a 2017, Yeşilgöz-Zegerius ocupó un escaño en el consejo municipal de Ámsterdam. Ocupó el cuarto lugar en la lista del Partido Popular por la Libertad y la Democracia en las elecciones municipales de 2014. Como concejala, se comprometió a abordar y criminalizar el acoso callejero de personas y mujeres LGBT. Trabajó en esto en el ayuntamiento durante tres años, pero las propuestas siempre fueron rechazadas por mayoría. Cuando se fue a la Cámara de Representantes en 2017, el entonces alcalde Eberhard van der Laan elogió su tenacidad. Lo llamó su regalo de despedida a Yeşilgöz de que habría un enfoque integrado para la intimidación callejera en Ámsterdam, basado en una propuesta que ella había presentado con Marijke Shashavari de la CDA en ese momento. Una mayoría del consejo de la ciudad aprobó la propuesta. De Volkskrant caracterizada por su naturaleza tenaz como una "pitbull con empatía".
Yeşilgöz-Zegerius fue elegida como miembro de la Cámara de Representantes en las elecciones generales de 2017. Inicialmente se desempeñó como portavoz de justicia y seguridad de su partido, pero su cartera luego incluyó política climática y política energética. El 25 de mayo de 2021, fue nombrada Secretaria de Estado de Asuntos Económicos y Política Climática en el tercer gabinete de Rutte, sirviendo junto a Mona Keijzer. El 10 de enero de 2022 fue nombrada Ministra de Justicia y Seguridad en el cuarto gabinete Rutte.
El 12 de julio, dos días después de la dimisión de Mark Rutte, Yeşilgöz-Zegerius anunció su candidatura para convertirse en la próxima líder del VVD. Al día siguiente, la directiva del partido la nominó formalmente para el cargo. El 14 de agosto, se convirtió oficialmente en líder del partido VVD.

## Vida personal
Es atea. Se casó en 2013 con René Zegerius, un judío holandés.